# نزلة عليان
قرية نزلة عليان هي إحدى القرى التابعة لمركز الصف في محافظة الجيزة في جمهورية مصر العربية. حسب إحصاءات سنة 2006، بلغ إجمالي السكان في نزلة عليان 10108 نسمة، منهم 5144 رجل و4964 امرأة.